# Juin 1889

## Événements
- 9 juin : inauguration sur le Campo de' Fiori à Rome d’un monument à la mémoire de l’humaniste Giordano Bruno, victime de l’Inquisition en 1600. Elle relance l’antagonisme entre l’Italie et le Vatican.
- 11 juin : l’Equal Rights Association est fondé à Toronto. Son principal but est de « protéger le pays contre la francité envahissante et l’agressif catholicisme ».
- 14 juin : traité de Berlin, conclu par l’Allemagne, la Grande-Bretagne et les États-Unis sur les Samoa. Les trois pays garantissent leur indépendance et leur neutralité sous la surveillance des grandes puissances (protectorat tripartite)[1].
- 22 juin : loi sur l’invalidité et la vieillesse en Allemagne : fondation d’une caisse alimentée par moitié par les patrons et les travailleurs qui assure des prestations en cas d’accident du travail et une pension à partir de 65 ans.
- 24 juin : Curt von François débarque à Walvis Bay.
- 24 juin : lors de l’inauguration du monument du Père Brébeuf et de Jacques Cartier au Parc Cartier-Brebeuf de Québec le premier ministre Honoré Mercier  prononce son célèbre discours : « Cessons nos luttes fratricides et unissons-nous ».
- 26 juin : fondation du poste de Bangui par les frères Dolisie sur ordre de Savorgnan de Brazza.
- 28 juin, France : adoption d’une nouvelle loi sur la nationalité qui renoue avec le droit du sol, après près d'un siècle d'interruption. Elle attribue la nationalité française à tous les individus nés en France, sauf s’ils la refusent dans l’année qui suit leur majorité.
- 30 juin : l’Italie adopte un nouveau code pénal, dit code Zanardelli, qui comporte notamment l’abolition de la peine de mort (entrée en vigueur le 1er janvier 1890).

## Naissances
- 1er juin : Charles Kay Ogden, linguiste britannique.
- 3 juin :
  - Georg Gerstäcker (mort le 21 décembre 1949), lutteur allemand
  - Léon Debouverie (mort le 10 mars 1950), personnalité politique française
  - Wilhelm Schmid (mort le 30 juin 1934), membre du NSDAP et de la SA
- 13 juin :
  - Egon Dietrichstein (mort en 1937), écrivain et journaliste autrichien
  - Raymond Le Charpentier († 23 février 1982)
- 27 juin : Alfred Courtens, sculpteur belge (†).
- 15 juin : Louis Clesse, peintre belge

## Décès
- 3 juin : Marius Vallin (date de naissance inconnue), architecte français
- 5 juin : John Hamilton Gray, premier ministre de la colonie du Nouveau-Brunswick et père de la confédération.
- 21 juin : Bocanegra (Manuel Fuentes y Rodríguez), matador espagnol (° 21 mars 1837).
- 29 juin : 
  - Jean-Félix Pédegert, religieux catholique et poète français (° 3 mars 1809).
  - Nikolaï Tchekhov, peintre russe (° 23 mai 1858).